# 12 f.Kr.
12 f.Kr. var ett normalår som började en fredag i den proleptiska julianska kalendern, men i verkligheten antingen ett normalår som började en lördag, söndag eller måndag, eller ett skottår som började en söndag i den julianska kalendern (se skottårsfelet i den julianska kalendern för mer information).

## Händelser

### Efter plats

#### Romerska riket
- Tiberius kallas till Pannonien på grund av ett svårt uppror.

### Efter ämne

#### Astronomi
- Halleys komet observeras från jorden.

## Födda
- Marcus Valerius Messalla Barbatus, romersk senator
- Marcus Vipsanius Agrippa Postumus, son till Julia d.ä. och dotterson till Augustus

## Avlidna
- Marcus Vipsanius Agrippa, romersk statsman, general och fältherre (född 63 f.Kr.)
- Propertius, romersk poet